# Brian Grant
Brian Grant (Columbus, 5 de março de 1973) é um ex-jogador norte-americano de basquete profissional que atuou na  National Basketball Association (NBA). Foi o número 8 do Draft de 1994.